# Kensington Palace

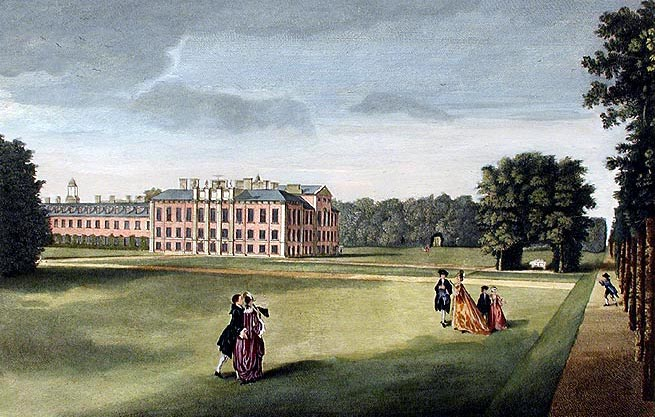
Kensington Palace im 18. Jahrhundert

Der Kensington Palace (deutsch „Kensington-Palast“) ist ein Bauwerk, das von Mitgliedern der britischen Königsfamilie genutzt wird. Der Palast liegt an den Kensington Gardens im Royal Borough of Kensington and Chelsea in London.

## Bau und Geschichte
Das von Sir Christopher Wren umgestaltete Schloss war früher ein privater Landsitz und wurde im Jahr 1689 von Maria II. und Wilhelm III. ausgebaut, weil sie im Winter nicht die Feuchtigkeit der Whitehall ertragen wollten. In den folgenden 70 Jahren wurde der Palast immer wichtiger für das gesellschaftliche und politische Leben des Landes. In der Lebenszeit von Georg I. und Georg II. wurde das Anwesen mit aufwändigen Prunkgemächern ausgestattet und erhielt eine herausragende Möbel- und Gemäldesammlung. Besonders bekannt sind vor allem die aufwendigen Deckenverzierungen von William Kent. Nachdem Georg II. im Jahr 1760 gestorben war, verlor das Gebäude immer mehr an Bedeutung. Bis heute lebte nie wieder ein regierender Monarch hier. 2019 wurde der Kensington-Palast von rund 510.000 Personen besucht. 2024 betrug die Besucherzahl etwa 414.000 Personen.
Prinzessin Victoria wurde 1819 im Kensington-Palast geboren und dort unter strenger Aufsicht unter dem sogenannten Kensington System erzogen. Als Victoria im Juni 1837 nach dem Tod ihres Onkels Wilhelm IV. Königin wurde, zog sie sofort in den Buckingham Palace um.
Am 26. Mai 1867 wurde die spätere Queen Mary als Prinzessin von Teck im Kensington-Palast geboren, wo ihre Eltern residierten.
Im Jahr 1912 wurde der Palast erstmals der Öffentlichkeit zugänglich gemacht. Es fand eine Ausstellung über Reliquien und andere Gegenstände der City of London statt, die an nur einem Tag mehr als 13.000 Besucher begeistern konnte. Heute kann man die Ausstellungsstücke im Museum of London bewundern.

## Nutzung
Unter anderem lebten im Palast im 20. Jahrhundert George, Duke of Kent mit seiner Frau Prinzessin Marina, Prinz Philip (er lebte hier zeitweise bei seiner Großmutter, Victoria von Hessen-Darmstadt), Prinzessin Alice, Countess of Athlone sowie Prinzessin Margaret. Prinzessin Alice, Duchess of Gloucester verstarb am 29. Oktober 2004 im Alter von 102 Jahren im Kensington-Palast. Von 1981 bis zu ihrem Tod 1997 residierte zudem Diana, Princess of Wales dort, auch ihr Fernsehinterview mit Martin Bashir wurde im Palast aufgezeichnet.
Danach bewohnten lediglich Edward, 2. Duke of Kent, und seine Ehefrau Katharine, Duchess of Kent, längere Zeit Teile des Palastes, namentlich Wren House. Anfang 2013 bezogen Prinz William und seine Frau Catherine ein Appartement im Kensington Palace. Nach der Geburt ihrer Tochter wohnte die Familie vorübergehend in Anmer Hall. Heute bewohnen William und Catherine zusammen mit ihren drei Kindern das Apartment 1A, wo sich auch ihre Büros befinden; sie verlegten ihren Hauptwohnsitz aber im Sommer 2022 in das Adelaide Cottage im Park von Windsor Castle.
Seit der Bekanntgabe ihrer Verlobung bewohnten Prinz Harry und Meghan, Duchess of Sussex das Nottingham Cottage auf dem Grundstück des Kensington Palace, bevor sie im Frühjahr 2019 in das Frogmore Cottage zogen.
Nach einer aufwendigen Renovierung steht ein großer Teil des Palastes Besuchern offen. Im Sunken Garden des Kensington Palace befindet sich seit 2021 die Prinzessin-Diana-Statue.

## Bildergalerie

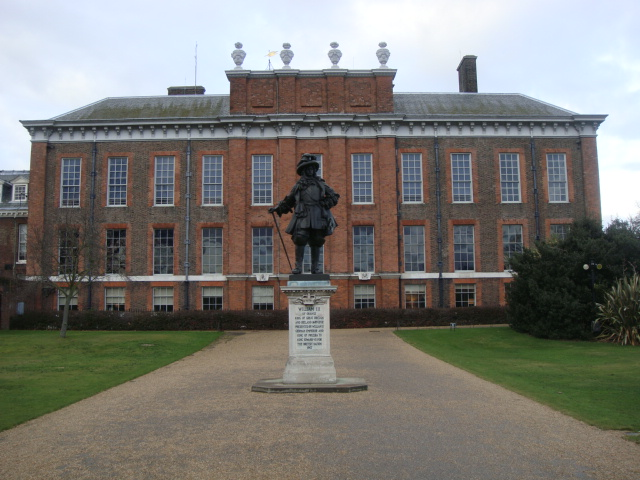
Südfront mit dem Standbild Wilhelms III.
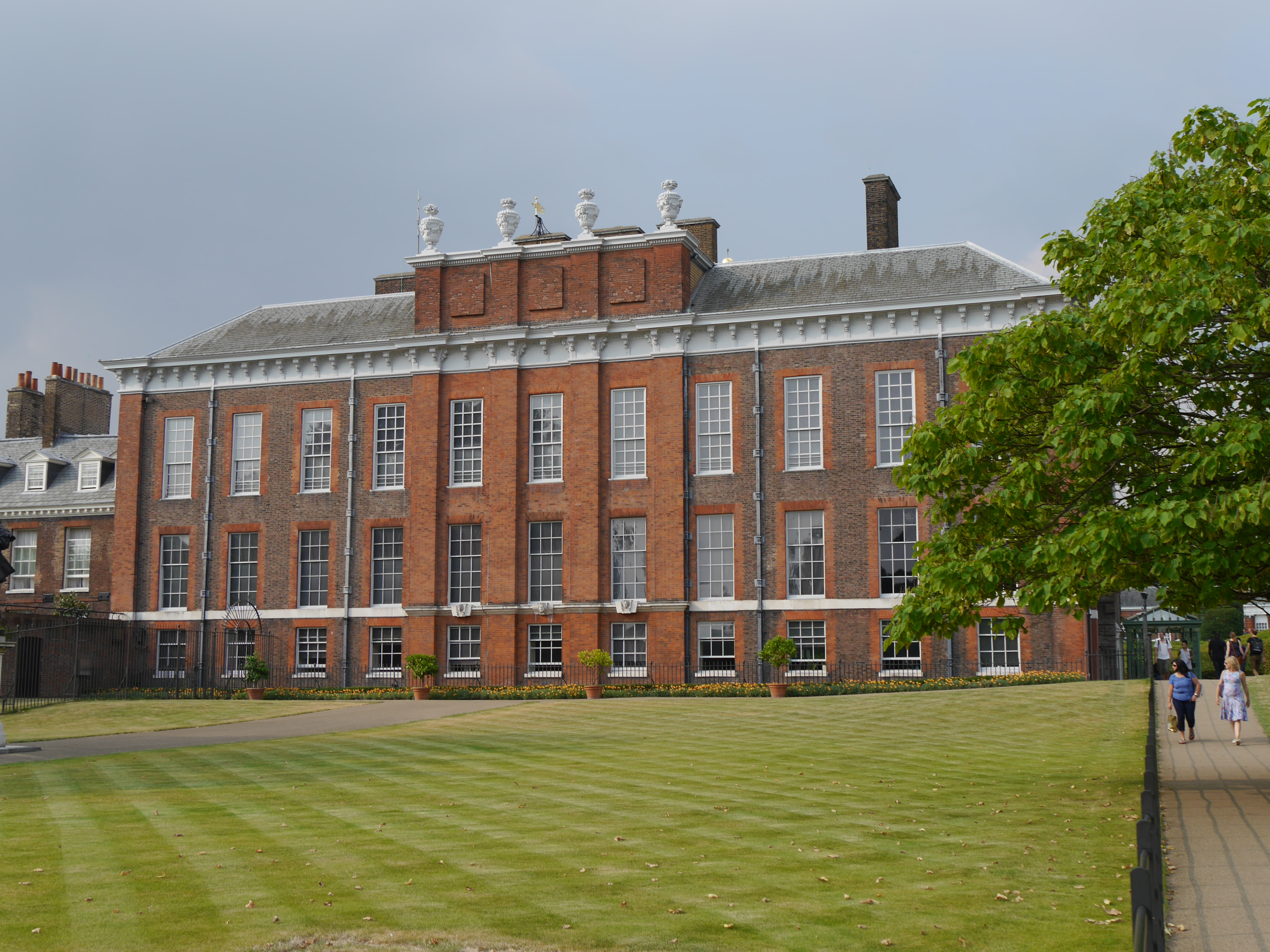
Südfront
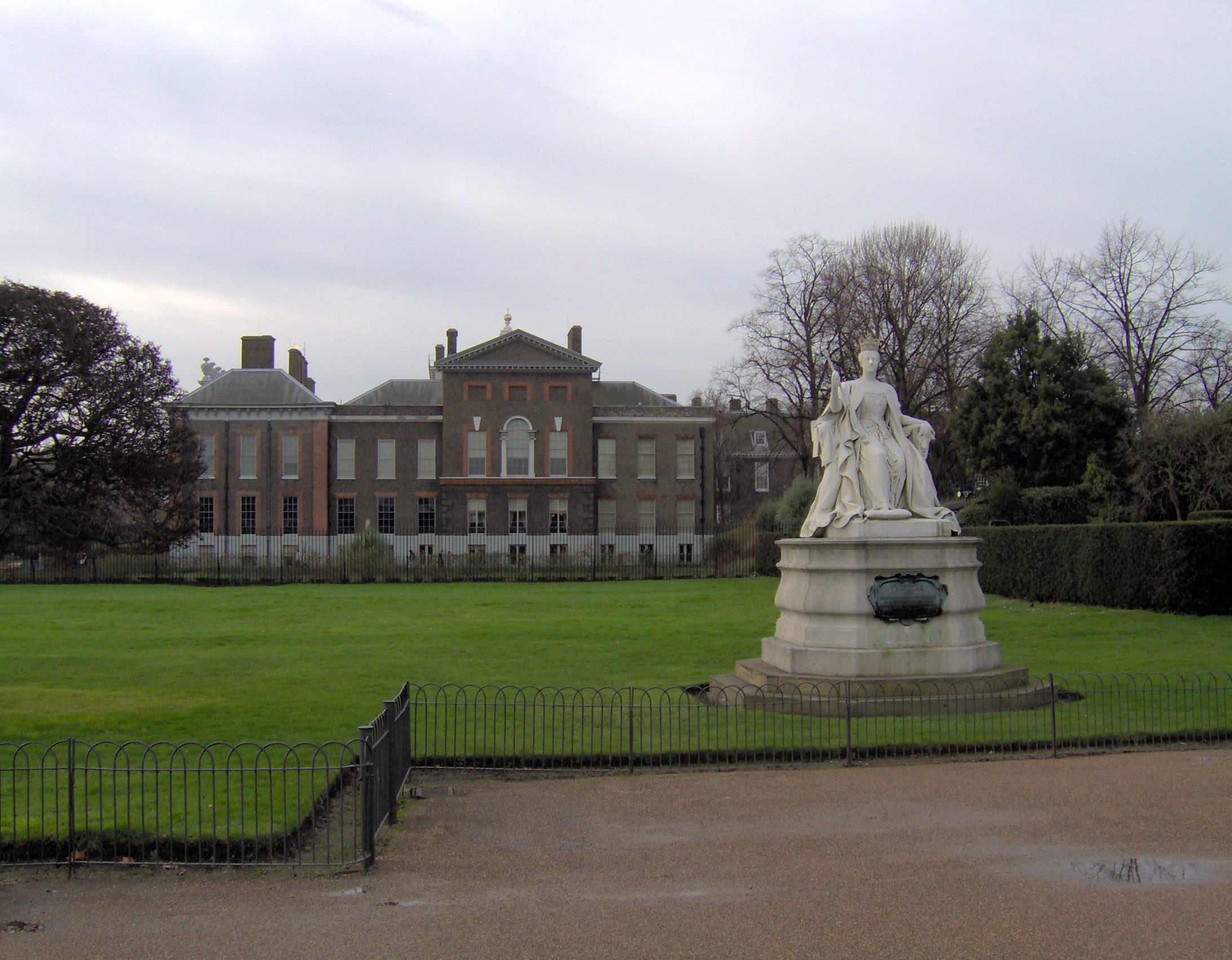
Ostfront mit dem Denkmal Victorias
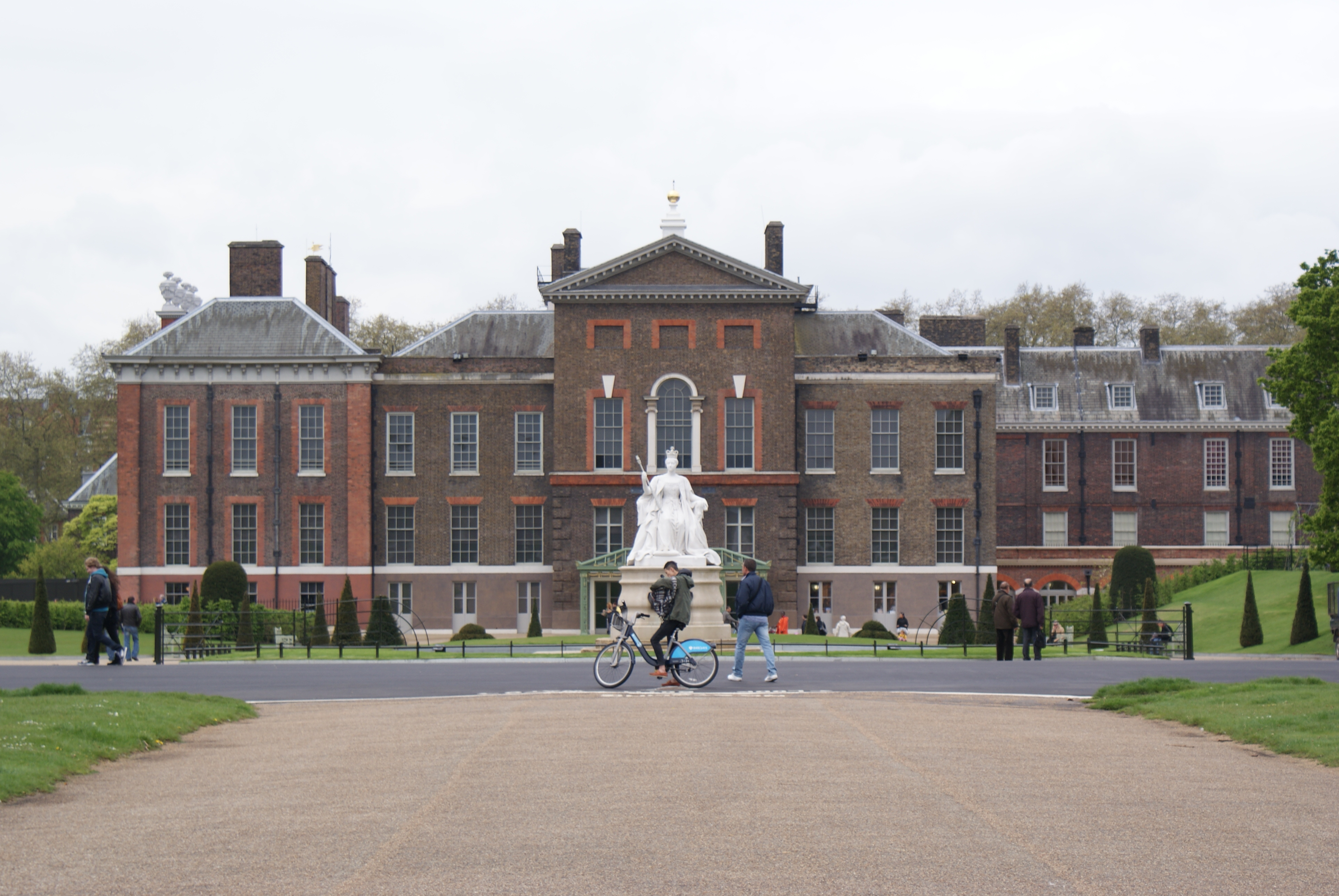
Ostfront
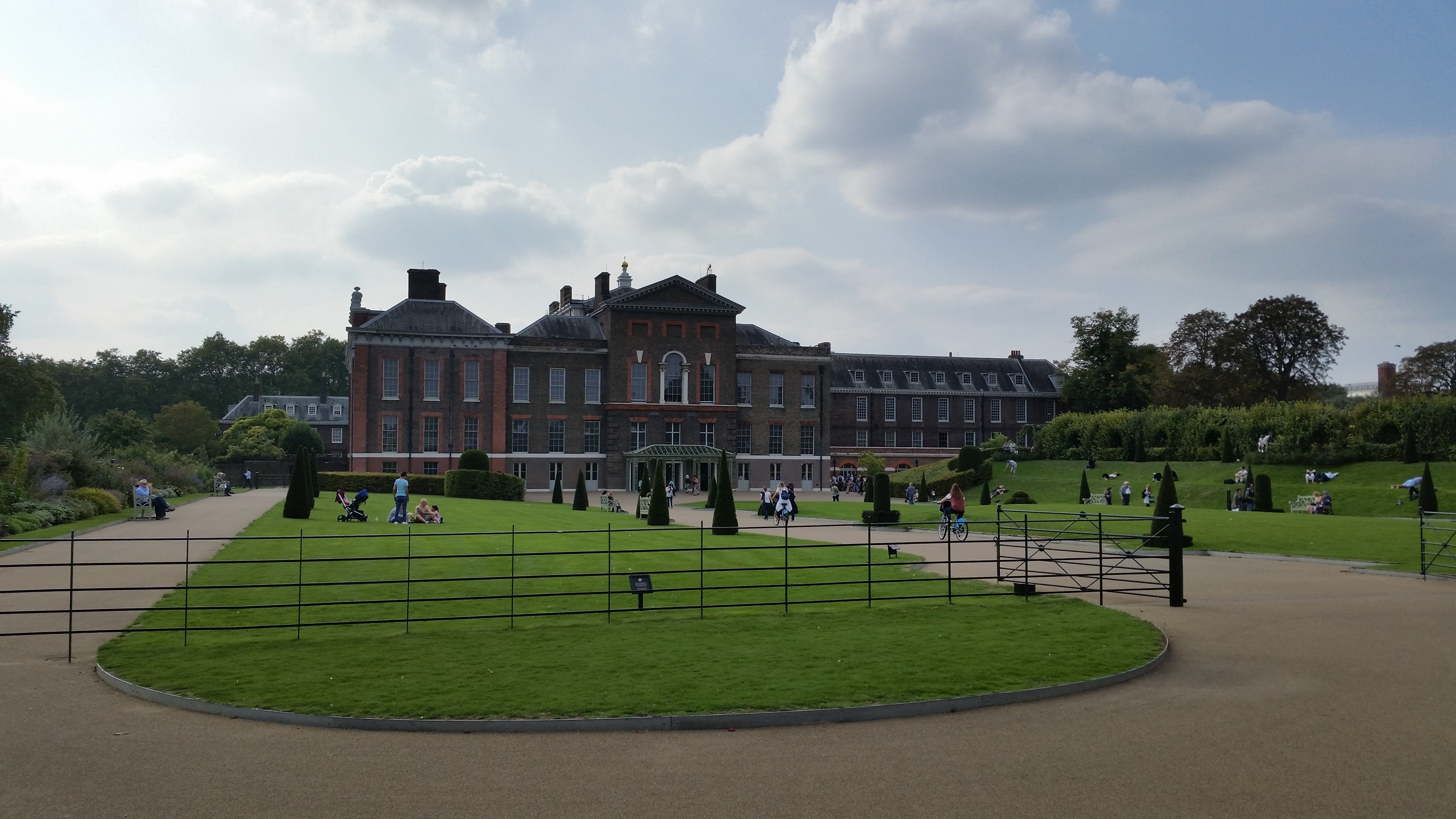
Kensington Gardens
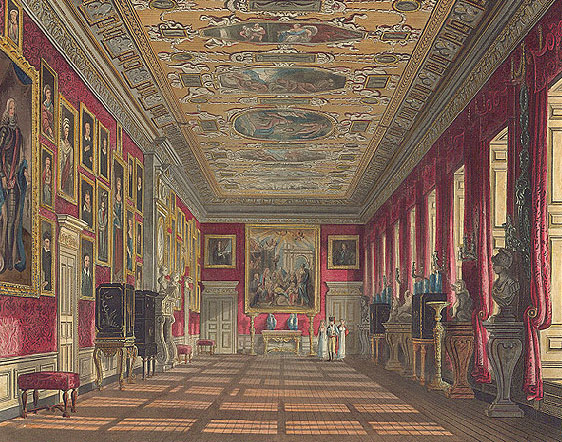
King’s Gallery (1819)
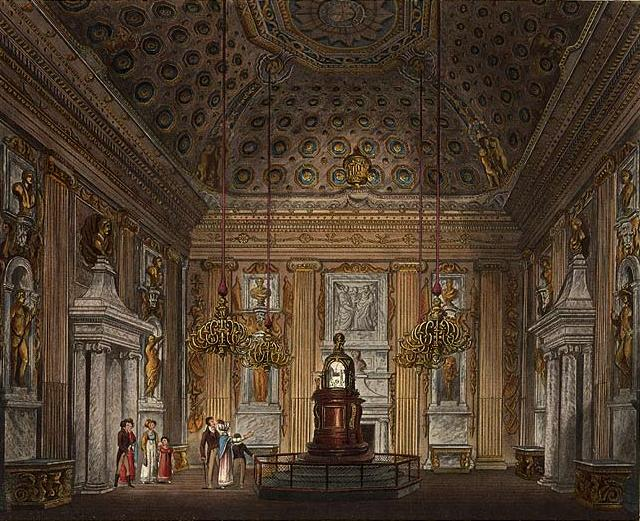
Kuppelsaal
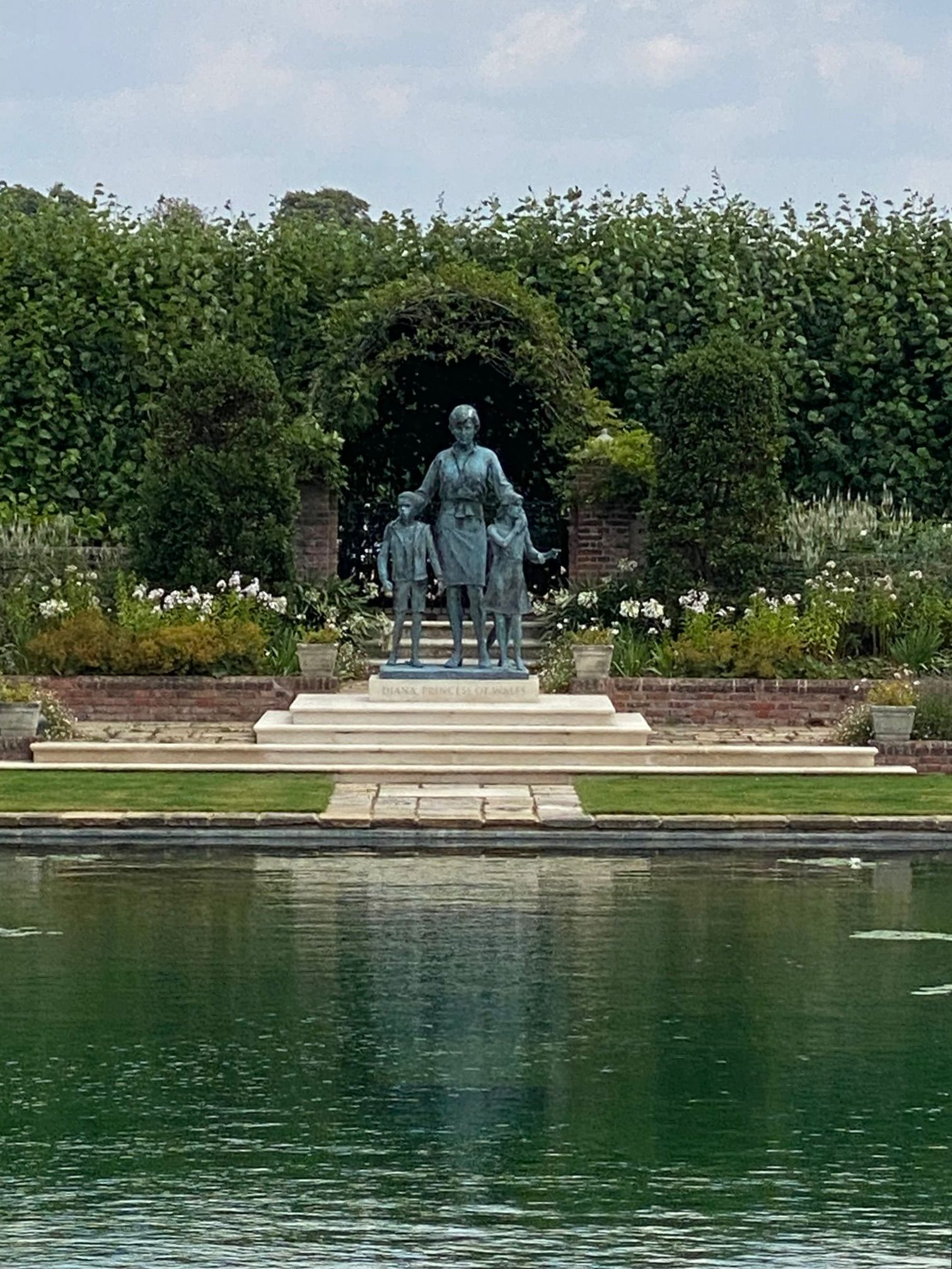
Prinzessin-Diana-Statue